# Ilya Abelev
Ilya Abelev (9 de julio de 1992), es un luchador canadiense de lucha libre. Ganó una medalla de bronce en el Campeonato Panamericano de 2016. Tercero en Campeonato Mundial Universitario de 2012.